# Ajdahak (mythologie)
Pour l’article homonyme, voir Ajdahak.
Ajdahak ou Azhdahak (en arménien Աժդահակ) est un roi-dragon, personnage de la mythologie arménienne. Les vichaps, la catégorie de dragons à laquelle appartient Ajdahak, vivent dans les hautes montagnes, les grands lacs, le ciel et les nuages. Lorsqu'ils montent vers le ciel ou qu'ils en descendent, notamment en direction de lacs, leur rugissement provoque l'effroi des populations.
Chez l'historien arménien médiéval Movsès Khorenatsi, Ajdahak, « roi dragon » ou « roi serpent », est l'équivalent arménien d'Astyage, roi des Mèdes. Il aurait été tué par un roi nommé Tigrane.